# Namtar
En la mitologia sumeri-babilònica Namtar o també Namtaru, o Namtara, que significa «destí», era el visir (sukkal) i el missatger de la deessa de l'infern Ereixkigal i del seu espòs Nergal. Era fill d'Enlil i d'Ereixkigal, i va néixer abans que el seu pare violés a la deessa Ninlil.
Namtar era considerat el responsable de les malalties, les plagues i els paràsits. Es deia que enviva seixanta malalties, en forma de dimonis que penetraven en les diferents parts del cos humà. Les ofrenes que se li feien eren per prevenir els seus atacs. Més tard, els assiris i els babilonis van prendre aquesta creença dels sumeris, després de conquerir-los. Es va convertir en un esperit del destí, i com a tal tenia una gran importància. Executava les instruccions que els déus determinaven sobre el destí dels homes, i podia influir també en el destí dels déus. Era una personificació de la Mort.
Diu la llegenda, que Ereixkigal, filla d'Anu, va ser raptada pel drac Kur, i portada a l'inframon on es va convertir en reina. Més tard els déus, van decidir fer un banquet, però per mantenir l'orde còsmic, ni ells podien baixar a l'inframon ni els déus ctònics podien pujar. Ereixkigal va escollir Namtar perquè participés de la celebració, com el seu enviat i en representació del món subterrani.